# Agalinis schwackeana
Agalinis schwackeana är en snyltrotsväxtart som först beskrevs av Friedrich Ludwig Diels, och fick sitt nu gällande namn av V.C.Souza och Giul.. Agalinis schwackeana ingår i släktet Agalinis och familjen snyltrotsväxter. Inga underarter finns listade i Catalogue of Life.